# Saint-Martial-de-Gimel
Saint-Martial-de-Gimel – miejscowość i gmina we Francji, w regionie Nowa Akwitania, w departamencie Corrèze.
Według danych na rok 1990 gminę zamieszkiwało 487 osób, a gęstość zaludnienia wynosiła 20 osób/km² (wśród 747 gmin Limousin Saint-Martial-de-Gimel plasuje się na 259. miejscu pod względem liczby ludności, natomiast pod względem powierzchni na miejscu 257.).